# Cose della vita
«Cose della vita» (с итал. — «Жизненные вещи») — песня известного итальянского певца Эроса Рамазотти, записанная и выпущенная им в 1993 году.

## Оригинальная версия
Композиция написана совместно с Пьеро Кассано (композитор) и Аделио Кольиати (автор текста). Трек был выпущен в альбоме Эроса Tutte storie. Песня была одной из самых популярных композиций в Швейцарских чартах. Известный американский кинорежиссёр Спайк Ли снял видеоклип на данную песню.

## Переиздание
Песня была повторно записана Эросом Рамазотти и известной американской певицей Тиной Тёрнер в 1997 году. На этот раз песня была двуязычной — в конце года Тёрнер и один из её музыкантов написали англоязычную версию, «Can’t Stop Thinking of You». Этот дуэт стал большим европейским хитом. На данную версию песни также был снят отдельный видеоклип.
«Cose della vita — Can’t Stop Thinking Of You» была включена в сборник лучших хитов Тины Тёрнер «All the Best» (2004) и «The Platinum Collection» (2009). Также, песня была включена в сборник хитов Рамаццотти — «Eros».

## Список композиций
Сингл
1. Cose della vita
2. Non c'è più fantasia

CD-Maxi
1. Cose della vita (Album Version)
2. Non c'è più fantasia
3. Seguimi

### Дуэт с Тиной Тёрнер
CD-Сингл
1. Cose della vita — Can’t Stop Thinking Of You (Eros Ramazzotti e Tina Turner)
2. Taxi Story (Eros Ramazzotti)

CD-Maxi
1. Cose della vita — Can’t Stop Thinking Of You (Eros Ramazzotti e Tina Turner)
2. Taxi Story (Eros Ramazzotti)
3. Un grosso no (Eros Ramazzotti)

## Чарты

### Оригинал
| Место | Страна     |
| ----- | ---------- |
| 7     | Швейцария  |
| 15    | Австрия    |
| 11    | Нидерланды |
| 30    | Германия   |
| 15    | Швеция     |
| 14    | Франция    |

### Переиздание
| Место | Страна              |
| ----- | ------------------- |
| 4     | Германия            |
| 4     | Нидерланды          |
| 6     | Европейский Top 100 |
| 6     | Франция             |
| 1     | Латвия              |
| 7     | Швейцария           |
| 8     | Бельгия             |
| 10    | Австрия             |
| 11    | Польша              |
| 11    | Мировой             |
| 37    | Швеция              |